# 渡辺義彦
渡辺 義彦（わたなべ よしひこ、1956年8月11日 - ）は、日本の政治家。衆議院議員（1期）、自由党大阪府連代表などを務めた。

## 略歴
大阪市出身。桃山学院大学経済学部卒業後、湯川宏衆議院議員の秘書を務める。広告代理店を設立し、社長に就任。NPO法人顧問や社会福祉法人理事・評議員を務める。
2001年の第19回参議院議員選挙に自由党公認で大阪府選挙区より出馬し、落選した。2004年の第20回参議院議員選挙に民主党公認で比例区から出馬し、落選した。
2009年3月、親族などの保証債務が原因で自己破産手続きの開始決定。
2009年8月30日の第45回衆議院議員総選挙に比例近畿ブロック比例単独48位で出馬し初当選した。9月12日の時点で、破産手続きが進められていることが公になった。記者会見にて、民主党党本部に自己破産手続き中であることを報告せずに立候補していたこと、民主党が件を把握していなかったことを明らかにした。負債総額は約1億4千万円に上り、知人の連帯保証人になったことを理由と説明、「（党に報告することで党の比例候補者選びに）マイナス材料になるという判断はあった」と述べた。
2011年2月17日、民主党政権交代に責任を持つ会に入会。同年12月28日、民主党に離党届を提出し（民主党は2012年2月7日の常任幹事会で離党届を受理せず除籍処分とすることを決定した）、新党きづな結成に加わり副幹事長に就任。2012年10月、国民の生活が第一に移籍し外交安全保障政策会議の座長に就任。
同年12月16日の第46回衆議院議員総選挙に日本未来の党公認で大阪7区から出馬するも、最下位で落選。供託金没収。
2014年12月14日の第47回衆議院議員総選挙に比例東海ブロックで生活の党から出馬するも落選。2017年2月より自由党（生活の党から改称）大阪府連代表を務めた。